# دهستان یورونگ
دهستان یورونگ (به لاتین: Yurung Gewog) یک دهستان در کشور بوتان است که در ناحیهٔ پماگاتشل واقع شده‌است.